# Materényi Jenő
| Materényi Jenő                            | Materényi Jenő |
| Kattints az alábbi külső linkek egyikére! | Kattints az alábbi külső linkek egyikére! |
| ----------------------------------------- | --- |
| Nem található szabad kép.(?)              | |
| külső link · jogvédett                    | [https://freewb.hu/_userfiles_/csik-ferenc-iskola/Mater%C3%A9nyi%20Jen%C5%91.jpg Materényi Jenő fiatal korában. Sipos Béla. Csik Ferenc Általános Iskola és Gimnázium Budapesten a Medve utcában. freewb.hu link2= https://freewb.hu/_userfiles_/csik-ferenc-iskola/MaterenyiJeno1959.jpg] |

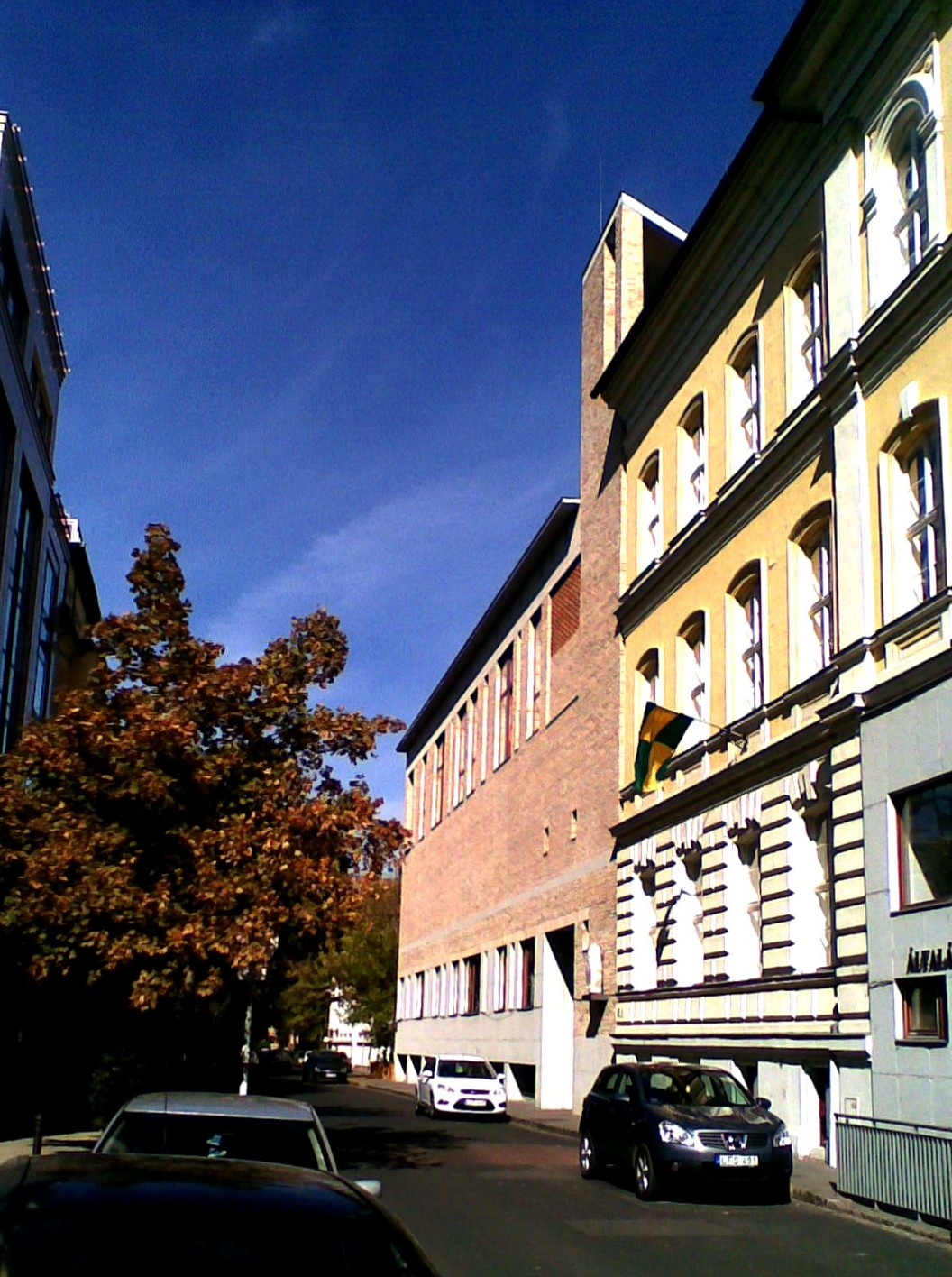
1956-1967 között a Medve utcai általános iskolában tanított.

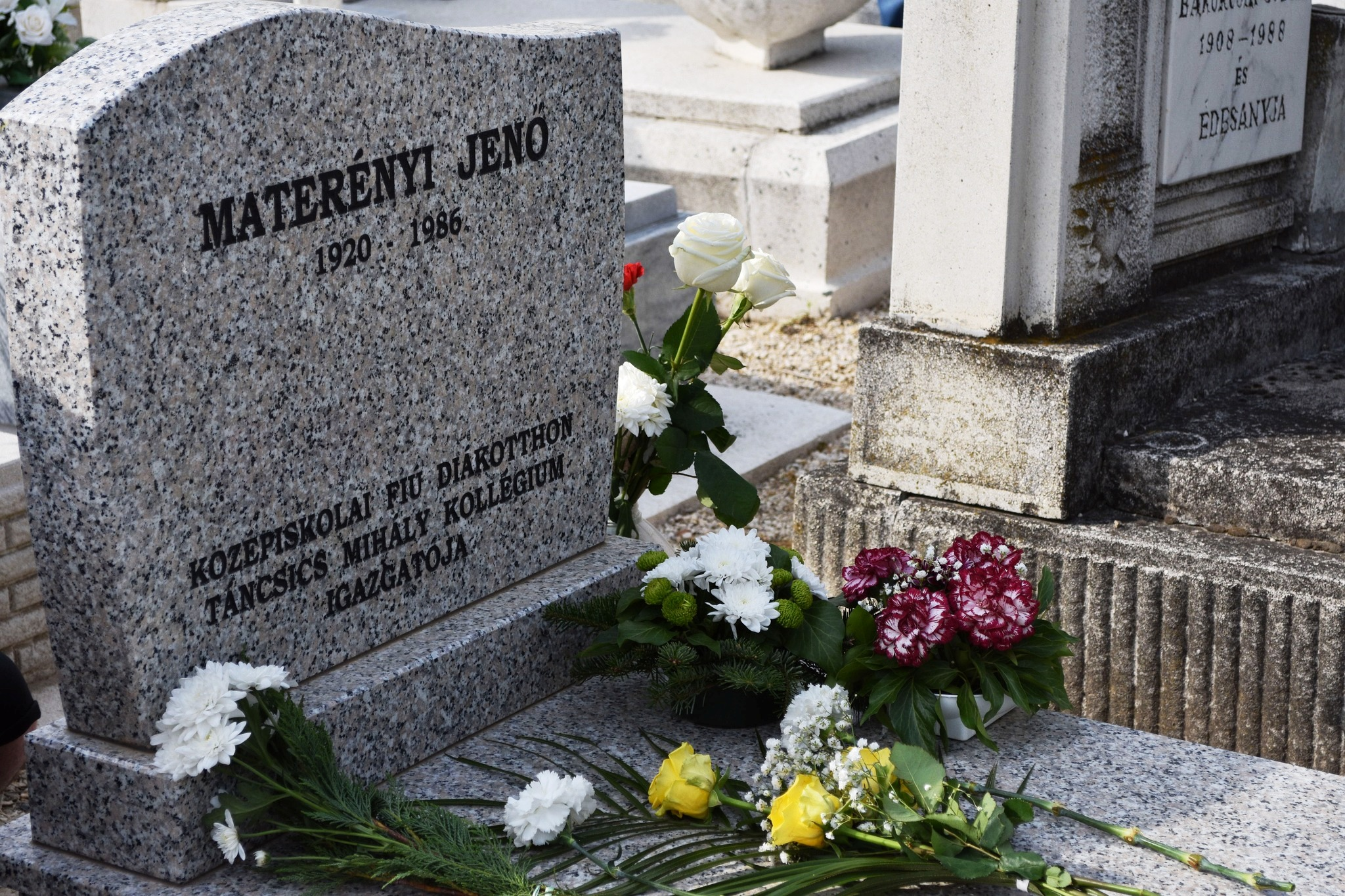
Materényi Jenő sírja a Csepeli temetőben

Materényi Jenő (Somogyacsa, 1920. május 12. – Balatonfüred, 1986. október 11.) történelemtanár, kollégiumigazgató.

## Életpályája
Középiskolai tanulmányait Kecskeméten, a Katolikus Gimnáziumban kezdte el 1930-ban. 1934-ben iskolát váltott és Pápán a Szent Benedek-rendi katolikus gimnáziumban tanult tovább. Tanulmányait 1936-ban Pápán befejezte, majd 1936-tól Kiskunfélegyházán az Állami tanítóképző intézetben folytatta. Sporteredményei kiválóak voltak, pl. gerelydobó csapatversenyben 32,95 m, magasugrásban 155 cm. 1940-ben tanítóképző diplomát szerzett. 1940-től a Szegedi Tanárképzőn tanult tovább. Kiválóan zongorázott. Szegeden magyar–történelem szakon végzett 1944-ben. (186/1944 X 6.) Nem volt párttag és pártiskolát sem végzett. 1945 és 1958 között több helyen dolgozott, szinte évente munkahelyet váltott (Miskolc tankerület Vágáshuta, 1945. november 2. A miskolci tankerületi főigazgató a XI. fizetési osztály 2. fokozata szerinti illetményekkel állami népiskolai rendes tanítóvá kinevezte és szolgálattételre a név mellett megjelölt iskolához beosztotta az alább következő tanítókat: … Materényi Jenőt és Materényi Jenőné Hohrek Gizellát a tolcsvai róm.  kat., … (1250/1945—46.  főig.  sz.) Tolcsvai rk. iskola, 1945, Fejérmegye, Velence, 1947, Székesfehérvár, 1948, Perkáta általános iskola, 1949, Fejér megye Oktatási osztály, 1951, Miskolc, Tanács, 1953, Budapest XII. ker. Zrinyi, 1954, Diana, iskola, 1955, XV. Tanács, Diana), 1956-tól a Budapest II. kerületi Medve utcai Általános Iskola történelemtanára volt. Petőfi érdemrendet kapott 1948. március 15-én. 1967-ben elhagyta a Medve Utcai Általános Iskolát és a Budapest II. kerület, Keleti Károly utca 37. szám alatt középiskolai fiúdiákotthon szervezésébe, majd irányításába kezdett. Tapasztalatait az M. Pásztor Józseffel írt könyvükben összegezte: Eljutnak-e az egyetemig? A könyv részletes statisztikai adatokat tartalmaz az új diákotthon lakóiról, a közösség kialakításának folyamatáról, a tanulmányi eredményekről és az egyetemi felvételik eredményeiről is. A könyv leírja a Materényi Jenő által roncstelepnek minősített kollégium felszerelését, a tanulók toborzását, a képzés beindítását. 1967-től 40 fős lett a tanulói létszám, 13 gimnáziumból vettek át tanulókat mind a négy osztályba. Egyetemi oktatókat hívtak meg gyakorlatok tartására. A könyv az első év tapasztalatait foglalta össze igen részletes empirikus vizsgálat alapján és máig érvényes pedagógiai tanulságokat is megfogalmaztak a szerzők. 1983-ig vezette a kollégiumot, amikor 64 éves korában nyugdíjba vonult. 1983 és 1986 között tanácsadó volt a Kulich Kollégium átszervezési munkálatainál. Apáczai Csere János-díjat kapott 1983-ban. A tanítás mellett bárzongoristaként egészítette ki keresetét. Materényi Jenő forradalomnak nevezte 1956-ot.
Első felesége Hokrek Malerényi Gizella, akinek szülei Hokrek István és Podlovics Juliánna. Házasság helye Balatonendréd és ideje 1945. február 13.
Egy leszármazottja él, unokája, Zsolt fiának leánya Materényi Zita (1991–).
Sírja a csepeli temetőben található.

## Legfontosabb publikációi
- Materényi Jenő 5 publikációjának az adatai. OSZK. Katalógus.[15]
- Materényi Jenő. Tapasztalatok, ötletek. Történelemtanítás 1966/ 3. szám.[16]
- Materényi Jenő. A továbbtanulás segítésére. Munka. 1968-03-01/ 3. szám.[17]
- Materényi Jenő-M. Pásztor József. Eljutnak-e az egyetemig? A pedagógia időszerű kérdései hazánkban. 13. Tankönyvkiadó. Budapest. 1969.
- Kozma Tamás. Köznevelés. 1969-12-19/ 24. szám. Könyvismertetés. Eljutnak-e az egyetemig?[18]
- Párbeszéd. Kossuth Kiadó. 1967. Libri Könyvkiadó. 2012.
- Felkészítés az egyetemre. Tankönyvkiadó. Budapest. 1973.
- Dzsam lag. Ifjúsági regény.